# Доњи Долац
Доњи Долац је насељено место у саставу града Омиша, Сплитско-далматинска жупанија, Република Хрватска.

## Историја
До територијалне реорганизације у Хрватској налазио се у саставу старе општине Омиш.

## Становништво
На попису становништва 2011. године, Доњи Долац је имао 373 становника.
| Број становника по пописима | Број становника по пописима | Број становника по пописима | Број становника по пописима | Број становника по пописима | Број становника по пописима | Број становника по пописима | Број становника по пописима | Број становника по пописима | Број становника по пописима | Број становника по пописима | Број становника по пописима | Број становника по пописима | Број становника по пописима | Број становника по пописима | Број становника по пописима |
| --------------------------- | --------------------------- | --------------------------- | --------------------------- | --------------------------- | --------------------------- | --------------------------- | --------------------------- | --------------------------- | --------------------------- | --------------------------- | --------------------------- | --------------------------- | --------------------------- | --------------------------- | --------------------------- |
| 1857                        | 1869                        | 1880                        | 1890                        | 1900                        | 1910                        | 1921                        | 1931                        | 1948                        | 1953                        | 1961                        | 1971                        | 1981                        | 1991                        | 2001                        | 2011                        |
| 709                         | 791                         | 854                         | 927                         | 1.032                       | 1.056                       | 1.063                       | 1.103                       | 690                         | 786                         | 773                         | 685                         | 536                         | 492                         | 408                         | 373                         |

Напомена: У 1991. смањено издвајањем дела насеља у самостално насеље Путишићи, за које и садржи податке у 1869. У 1991. такође је смањено за део подручја насеља који је припојен насељу Сријане, за које и садржи део података од 1857. до 1961.

### Попис1991.
На попису становништва 1991. године, насељено место Доњи Долац је имало 492 становника, следећег националног састава:
| Попис 1991.‍  | Попис 1991.‍  | Попис 1991.‍ | Попис 1991.‍ | Попис 1991.‍ |
| ------------ | ------------ | ----------- | ----------- | ----------- |
|              |              |             |             |             |
| Хрвати       | Хрвати       |             | 489         | 99,39%      |
| Југословени  | Југословени  |             | 1           | 0,20%       |
| неопредељени | неопредељени |             | 1           | 0,20%       |
| непознато    | непознато    |             | 1           | 0,20%       |
| укупно: 492  |              |             |             |             |